# Langsnavelraafkaketoe
De langsnavelraafkaketoe (Zanda baudinii synoniem: Calyptorhynchus baudinii) is een vogel die hoort bij de familie der kaketoes en tot het geslacht der raafkaketoes. Deze vogel is genoemd naar de Franse natuuronderzoeker Nicolas Baudin.

## Kenmerken

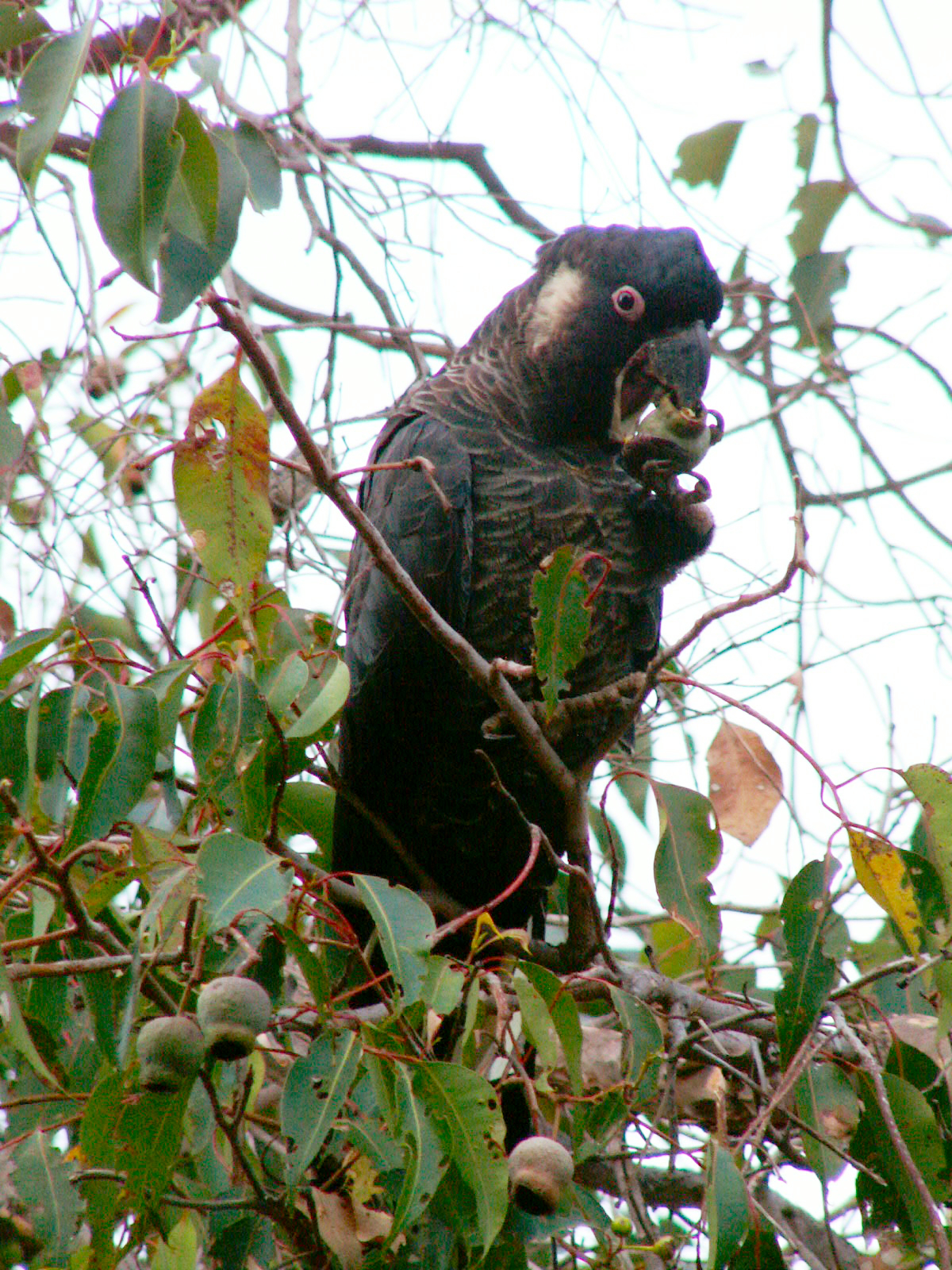
Langsnavelraafkaketoe mannetje

Deze kaketoe wordt ongeveer tussen de 50 tot 57 centimeter lang, een spanwijdte van 110 centimeter en bereikt een gewicht van ongeveer 560 tot 770 gram. De vogel is zwart gekleurd met een witte band op de staartveren en een gebroken witte vlek achter het oog. Hieraan heeft de vogel dan ook zijn naam te danken. De oogring is roodachtig van kleur bij het mannetje en grijs van kleur bij vrouwtjes en de jongen. De mannetjes hebben een lange krachtige donkergrijze snavel. De vrouwtjes en jonge exemplaren hebben een lichtgrijze snavel.

## Voortplanting
De vogel nestelt in grote holen in bij voorkeur eucalyptusbomen. De nesten zijn meestal tussen de 1 tot 2 meter diep en hebben een doorsnede van 20 tot 50 centimeter. De bodem van het nest wordt bedekt met losse houtsnippers. Hierop legt het vrouwtje 1 of 2 witte eieren welke na een broedtijd van 30 dagen uitkomen.

## Voeding
De langsnavelraafkaketoe eet voornamelijk zaden van Eucalyptus bomen aangevuld met zaden van onder meer de Banksia, Hakea en Dryandra. Verder eet de vogel bessen, vruchten, insecten en larven.

## Verspreiding en leefgebied
De langsnavelraafkaketoe komt alleen voor in het uiterste zuidwesten van het westelijke deel van Australië. Hij komt voor tussen Albany richting Gidgegannup en Mundaring in het noorden, gelegen ten oosten van Perth. Landinwaarts komt hij voor tot aan Boyup Brook. De vogel leeft in bosrijke gebieden waar in verhouding veel regen valt.

## Status
De broedpopulatie wordt geschat op 1000 tot 1500 volwassen vogels. Dit is het resultaat van tellingen uitgevoerd tussen 1995 en 2004. Door ontbossingen is zeker een kwart van het leefgebied tussen 1976 en 1998 verloren gegaan. Daarnaast is door de selectieve houtkap van oude bomen, veel nestelgelegenheid verdwenen. Omdat de vogel in holtes broedt, zijn juist oude bomen in het leefgebied belangrijk. Mogelijk spelen ook concurrentie om nestholen met in bomen broedende vogelsoorten als de manengans (Chenonetta jubata) en geïntroduceerde en verwilderde honingbijen een negatieve rol. Daarom staat deze soort raafkaketoe als bedreigde soort op de internationale rode lijst en geniet de vogel verder binnen Australië alle mogelijke wettelijke bescherming.